# Tactics Ogre: Let Us Cling Together
Tatics Ogre: Let Us Cling Together é um jogo eletrônico de RPG tático desenvolvido pela companhia japonesa Quest Corporation, atualmente parte do grupo Square Enix. O subtítulo do jogo, "Let Us Cling Together", é uma referência a uma canção da banda britânica Queen. Tactics Ogre: Let Us Cling Together é amplamente considerado um dos jogos mais influentes da história, servindo de inspiração direta para Final Fantasy Tactics.

## Versões
O jogo foi lançado inicialmente no Japão para o Super Famicom em 1995, e no ano seguinte convertido para o Sega Saturn, com lançamento exclusivamente no Japão. Em 1997, o jogo foi lançado no Japão para o PlayStation, recebendo uma tradução para o inglês no ano seguinte pela companhia Atlus, com lançamento limitado no território norte-americano. Em 2010, um remake foi lançado para o PlayStation Portable, recebendo uma nova tradução para o inglês e cenas adicionais, assim como novos gráficos em 3D para os mapas. Essa versão foi lançada digitalmente para o PlayStation Vita em 2015. A versão de Super Famicom foi relançada para o serviço Virtual Console da Nintendo, disponível para o Wii, Wii U e New Nintendo 3DS.

## Recepção
A versão para Super Famicom foi avaliada pela revista brasileira Gamers em sua edição número 19, recebendo notas 9 pelos gráficos, 7 pelo som, 8 pela jogabilidade e 8 pela diversão. Também avaliando a versão para Super Famicom, a revista brasileira Super Game Power em sua edição número 29 classificou o jogo com uma nota final de 4.5 (de um total de 5), recebendo 5 pelos gráficos, 5 pelo som, 4 pelos controles e 4 pela diversão. A versão de PlayStation foi avaliada na revista Gamers edição 30 e recebeu 11,5 estrelas de um máximo de 20. O site estadunidense GameSpot avaliou a versão americana lançada para PlayStation com nota 7.9, e a versão americana para PSP com nota 9. A versão para Sega Saturn recebeu notas 8, 7 e 8 dos três avaliadores da revista japonesa Sega Saturn Magazine. Em 2006, o jogo foi eleito o sétimo jogo favorito em todos os tempos pelos leitores da revista japonesa Famitsu, uma das mais importantes do planeta.